# アハルテケ

トルクメニスタンの国章。中央に本種が描かれている。

アハルテケ（Akhal-Teke、トルクメン語：Ahalteke、IPA:ahalˈtеkje、ロシア語：Ахалтеки́нец）は、トルクメニスタン原産の馬の品種。スピードと長距離の持久力が高く、毛色から「黄金の馬」として知られている。アハルは地名、テケは、トルクメン人の部族の一つである「テケ」に由来する。
トルクメニスタンの国章にもあしらわれている。現存する最古の馬種のひとつと考えられている。
現在ではトルクメニスタンの国際アハルテケ協会が保護に取り組んでおり、指導を受けたブリーダーがトルクメニスタンの他、ロシア、ヨーロッパ、オーストラリア、北アメリカ、日本、中国などで飼育している。2023年、トルクメニスタンでのアハルテケの繁殖の技芸と装飾の伝統はユネスコの無形文化遺産に登録された。
この品種はロシアで人気となり、国立牧場で育成繁殖が確立した。多くのアハルテケが北コーカサス山脈のテルスク牧場で生産され、後にダゲスタン牧場にヘッドブリーダーのウラジミール・ペトロヴィチ・シャンボラント Vladimir Petrovich Chamborant （露：Владимир Петрович Шамборант）と移った  。
紀元前4世紀に大帝国を築いたアレクサンドロス3世の愛馬『ブケファロス』はアハルテケであったとされる。
また『三国志』および『三国志演義』に登場する汗血馬『赤兎馬』の正体という説もある。

## 特徴

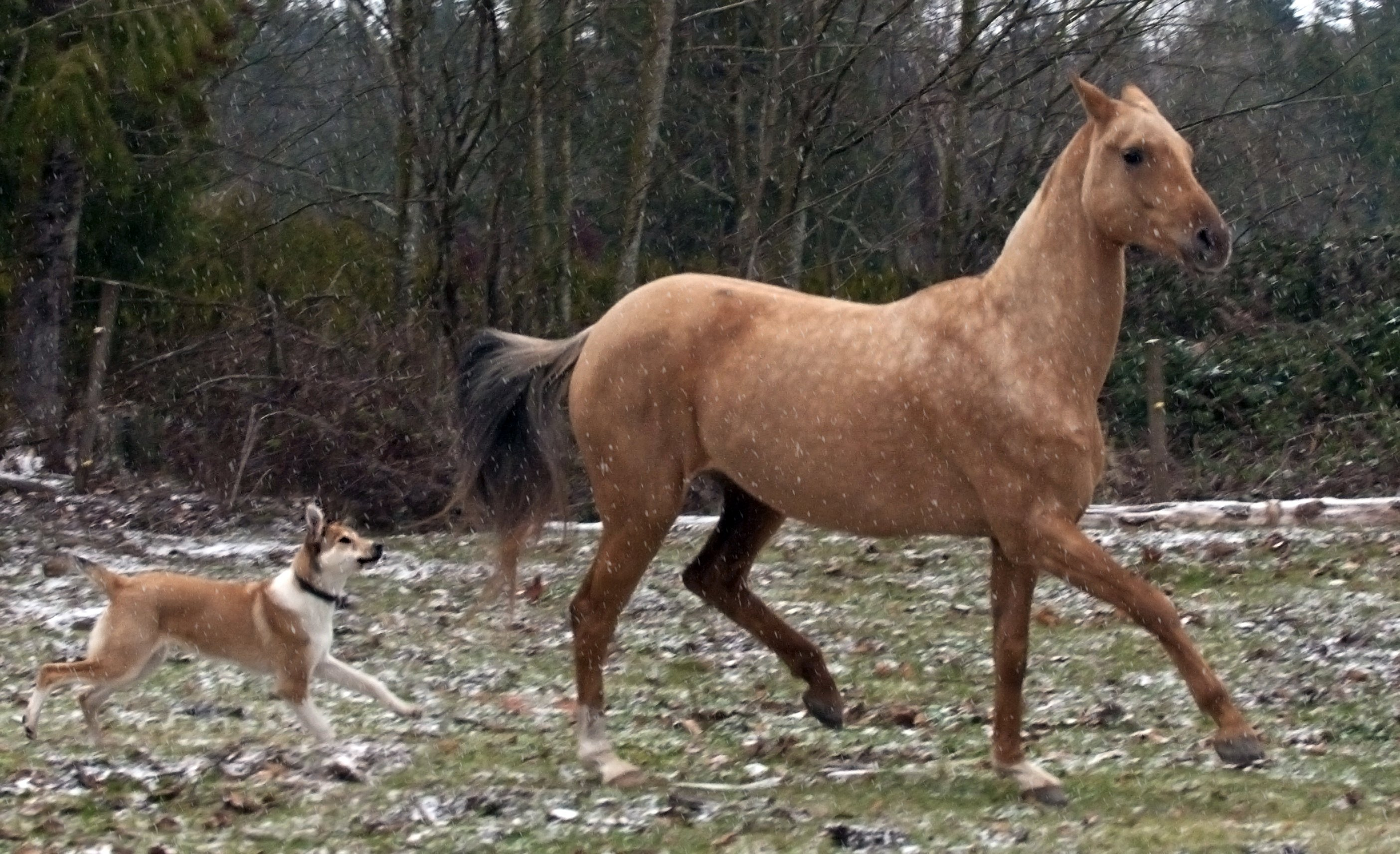
犬と遊ぶアハルテケ

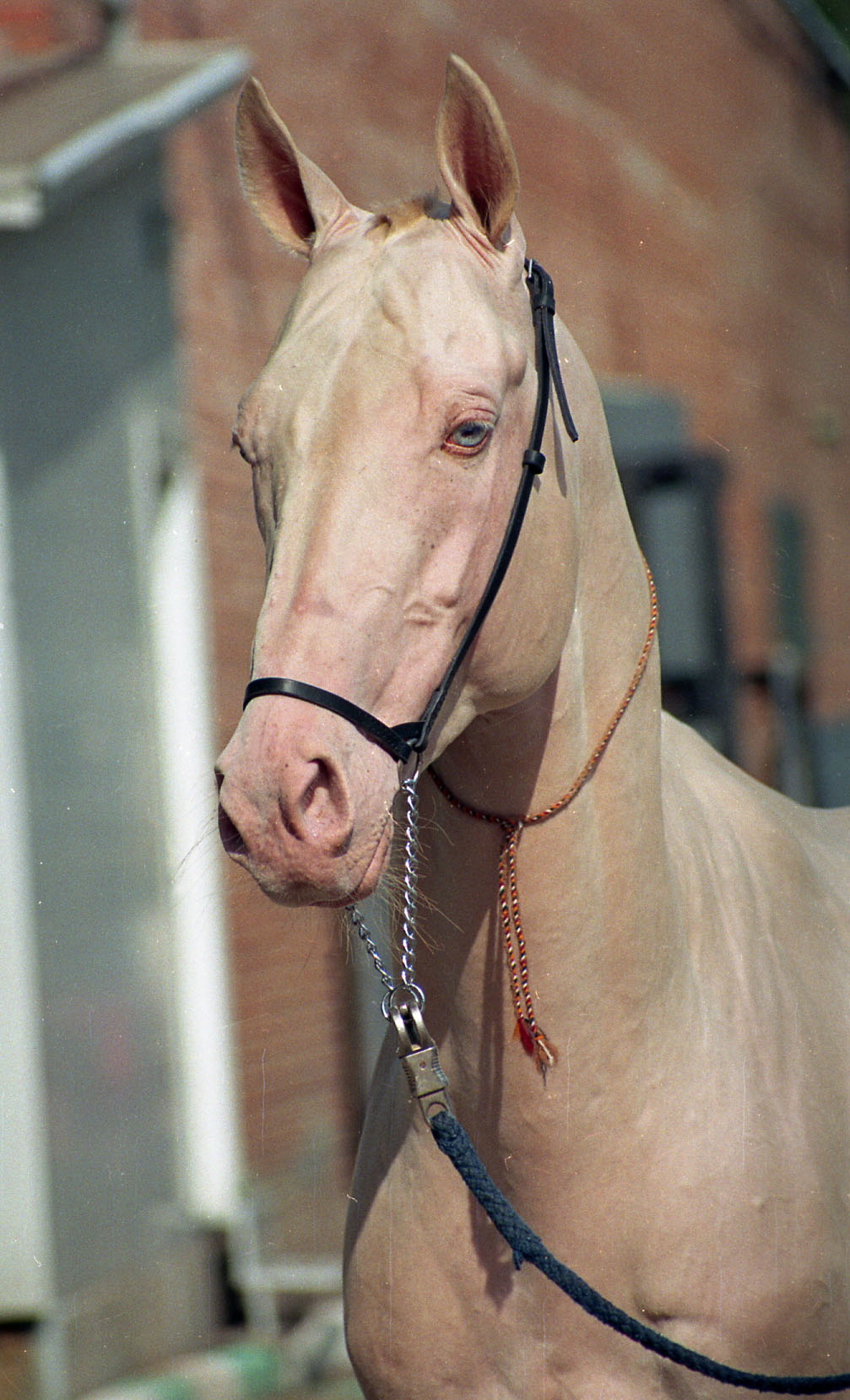
佐目毛のアハルテケ。長い耳と「アーモンド型」の眼が特徴。

アハルテケは通常体高14.2ハンド（144 cm）から16ハンド（163 cm）で、鮮明な金属光沢のある金色の河原毛や、月毛の個体で有名である。しかし他の毛色も認められ、鹿毛、青毛、栗毛、佐目毛（ cremello, perlino ）、芦毛も発現する。アハルテケを最も明白に定義付ける特徴は、その被毛の自然な金属光沢である  。「きらめき」は特に明るい鹿毛や月毛、河原毛で見られる。この色パターンは砂漠でのカモフラージュとして機能したと考えられている  。河原毛と月毛を生じさせるクリーム色遺伝子が、時に佐目毛を生じさせる希釈遺伝子となっている。アハルテケは、薄墨毛あるいは粕毛遺伝子は持たないと考えられている。
アハルテケは真っ直ぐか僅かに凸面の素晴らしい頭部と、長い耳、アーモンド型の眼を持ち、たてがみと尾は通常まばらである  。長い背中は軽く筋肉質で、平らな尻と長く直立した首につながっている。アハルテケは傾斜した肩と薄い皮膚をしていて、強く丈夫で申し分のない四肢を持っている。胸は深く、グレイハウンドの馬版ともいうべき細い体躯と胸郭がある。これは長距離の持久力のために改良された馬に特有の形態である。運動能力が高く知能も高い。十分な食物や水なしで生活しなければならないトルクメニスタン地方の気候に適応し、持久力がある。このような特徴からスポーツ向けにもなった。1935年、トルクメン人の騎手団がアシガバートからモスクワまで2,500マイルを84日で走破したのが示したように、この品種には大きな持久力がある。この行路には235マイルの砂漠を含んでいたが、水なしで3日で横断した。アハルテケは障害飛越競技馬としてそのフォームと優美さでも知られている。

## 歴史

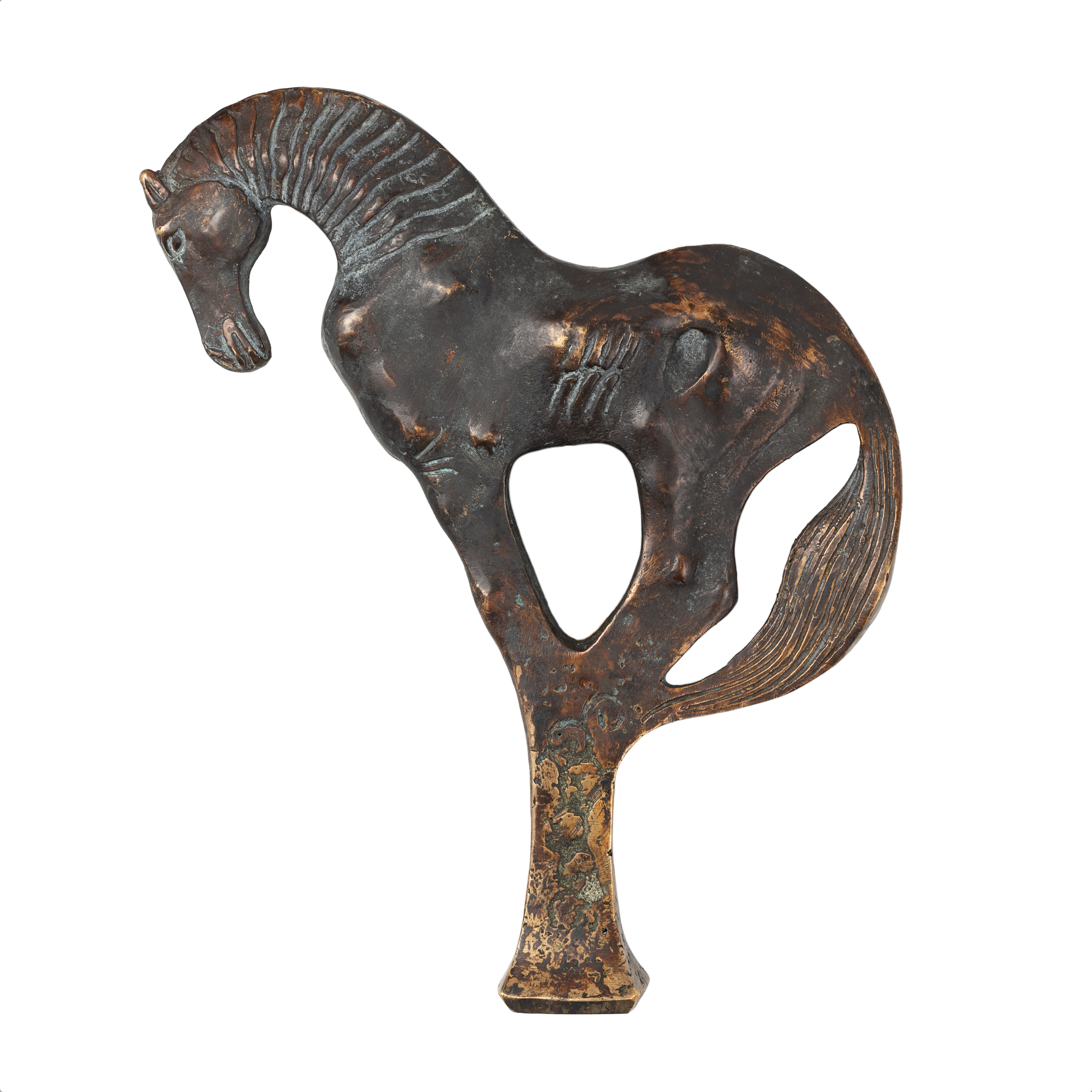
古代トルクメンのアハルテケ馬、青銅、紀元前4〜1世紀。

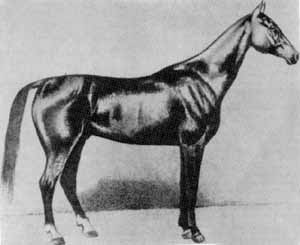
最も有名なアハルテケ種牡馬 Boynou (RUS) b.1885

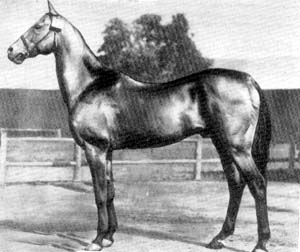
Melekush (RUS) b.1909

この品種の祖先は、多くの名で呼ばれるが通常ニサエアン種 Nisaean horse (en)  として知られる3,000年前に生息していた動物に遡れる可能性がある  。しかしながら、およそ西暦1,600年以前には現代的な意味での馬の品種は存在せず、地域毎の系統やタイプで特定されていたので、正確な祖先を辿るのは困難である  。
いくつかの説によると、アハルテケは彼らの部族民に隠されていた。この品種が最初に出現した地域、トルクメニスタンのカラクム砂漠は、山に囲まれた岩が多く平坦な砂漠である。しかし他の説では、この馬は13、14世紀のモンゴルの侵略者の馬の子孫であると主張している。
この品種はかつて近隣のイランで飼育されていた絶滅したトルコマン種 Turkoman Horse (en)  と非常に類似している。一部の歴史家はこの二つが同じ品種の異なる系統であると見なしている。影響力のあるアラブ種がこの品種の原型でもあったのか、あるいはこの品種から発展したのかという「卵と鶏」の問題が論じられている。いわゆる「温血種」、アラブ、トルコマン、アハルテケ、バルブがすべて、一つの「東洋種」の祖先から発展したという可能性もある（馬の家畜化 (en)  参照）。
当初トルクメニスタンの部族民は、襲撃のためにこの馬を用いた。彼らは選択的に馬を育成し、口碑を通じて血統の記録を残した。この馬はロシア人に「アルガマク」“Argamaks”（露：“Аргамак”）と呼ばれ、遊牧民に大切に育てられた。
1881年、トルクメニスタンはロシア帝国の一部となった。部族はツァーと戦い、結局敗れた。ロシアの将軍クロパトキンは、部族民との戦いで見たこの馬へ愛着を抱き、アハル・オアシス近辺で暮らしていたトルクメンの部族の一つであるテケとの戦争の後に育成牧場を設立し、この馬の名前を「アハルテケ」に変えた。1941年、ロシアで 287 の種牡馬と 468 の繁殖牝馬を収録した最初のスタッドブックが出版された。
アハルテケは、おそらく三大始祖の1頭バイアリーターク（アハルテケ、アラブあるいはトルコマンの可能性がある）を通じたサラブレッドなど、数多くの品種に影響を与えた。リスターターク Lister Turk 、ホワイトターク White Turk 、イエローターク Yellow Turk として知られている3頭の他の種牡馬もサラブレッドの基盤に貢献した  。またトラケナーもアハルテケに影響されている。特に種牡馬トルクメンアティ Turkmen-Atti は、ロシアの品種ドン Don 、ブジョーンヌイ Budyonny 、カラバイア Karabair 、カラバフ Karabakh に影響を与えた。
地元のトルクメン人は食べることを拒否したが、ソビエト連邦は食肉用の虐殺を要求し、この品種は大きな打撃を受けた  。僅か1,250頭の馬だけが残り、ソビエト連邦からの輸出は禁止された。トルクメニスタン政府は現在、馬の育成プログラムのために数頭を競売にかける他は、外交上の贈り物にこの馬を使っている。中央アジアでは牡馬の去勢は行われていない。
20世紀初頭には、速い長距離競走馬の作出を意図してサラブレッドとアハルテケの交配が行われた  。しかしながらアングロアハルテケは先祖のアハルテケほど丈夫ではなく、その多くが中央アジアの厳しい気候のために死んだ。純血種が系種より非常に良い結果となった1935年のアシガバートからモスクワへの2,600マイル耐久レースの後、スタッドブック・マネージメントは1936年以降に生まれた全ての交雑馬を純血種と認めないことを決定した。その日以前に生まれたサラブレッドを祖先とする馬はスタッドブックに残すことが認められた（例： サラブレッドの Burlak の孫 044 Tillyakush 、あるいはサラブレッド Blondelli の孫娘でサラブレッド Junak の曾曾孫娘 831 Makh ）。1973年以降、純血を保護するために、すべての仔馬はスタッドブックへの受付に血液型判定が義務付けられた。スタンダードタイプの馬を産出しない種牡馬は淘汰される。スタッドブックは1975年にクローズド（Closed stud book）とされた。
中国においてはトルクメニスタンから輸入した本種を汗血馬になぞらえ飼育している。

## 用途

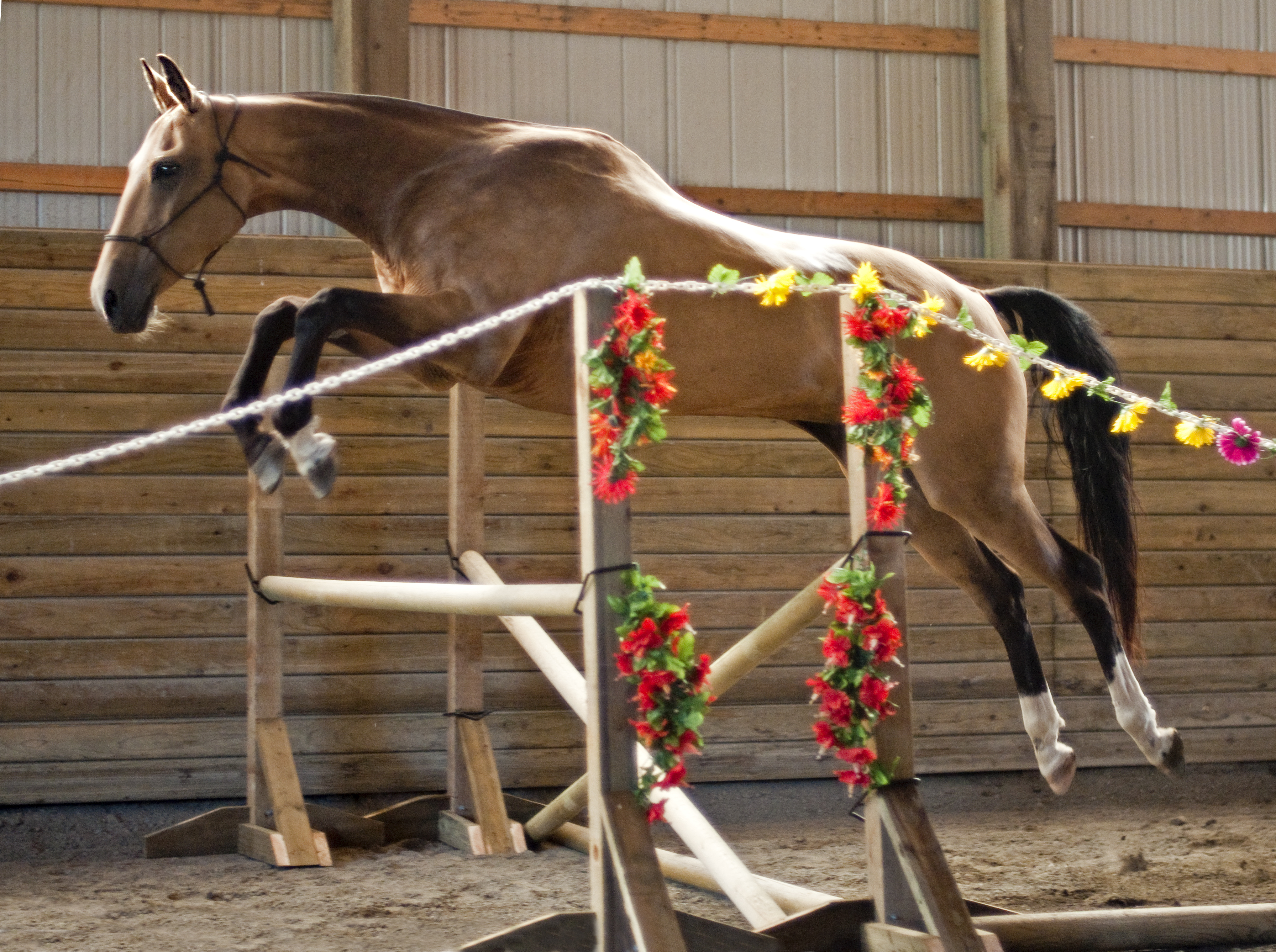
障害飛越競技でのアハルテケ

古代品種の遺伝的優位のため、アハルテケが新しい品種、ごく最近のネズパース種 Nez Perce Horse (en)  （アパルーサ×アハルテケ）を開発するために使われた。アハルテケはその自然の運動能力のために、偉大なスポーツホースとなり、馬場馬術、障害飛越、馬術競技、競走、エンデュランスの乗用に適している。
そうした偉大なスポーツホースにアハルテケ牡馬アブセント Absent がいた。ローマでの1960年夏季オリンピック大会において、セルゲイ・フィラトフの騎乗で馬場馬術に勝利したのは8歳のときだった。1964年東京オリンピックでは再びフィラトフと銅メダル、1968年メキシコオリンピックではイヴァン・カリタとソビエトチームに金メダルをもたらした  。

## 遺伝子疾患
いくつかの遺伝子疾患がアハルテケ・ブリーダーに懸念される。この品種の遺伝的多様性は 30 – 50% AVK と比較的低く、これら形質の保有個体の増加への対処や、インブリーディングによる衰弱への若干のリスクにさえ懸念をひき起こす  。現在のところ、これらの状況に対する DNA 鑑定方法は存在しない。
- 正確な遺伝パターンはまだ確かめられていないが、 Naked Foal Syndrome または Hairless Foal Syndrome は恐らく常染色体で、劣性致死遺伝子である。ベルジアンと、同様な性質で別の状態が識別されるアメリカン・サドルブレッドで見られる繋表皮水泡症（ JEB ）とは同一ではないが、類似した臨床徴候が現れる [19] 。この疾患は、仔馬が被毛、たてがみ、尾なしで生まれる原因となる。場合によっては前歯が出生時から、あるいは臼歯が正常なあごから異常に成長する。他の徴候には、持続性の下痢、頻繁な消化障害、蹄葉炎に似た治療困難な蹄骨のねじれがある。正常な皮膚保護の不足による二次徴候に、夏の日焼けのひどい状態に似た鱗片、乾燥、皮膚炎、冬の間の頻繁な肺感染症がある。NFS は致命的で、稀には2歳まで生き残るが大部分の仔馬は誕生後数週間以内に死ぬ。通常初期の死亡は消化器の問題に起因するが、年上の馬は蹄葉炎によって誘発されるひどい痛みのため、安楽死させる必要がある。この症例は1938年という早い時期にアハルテケ種において記録された。限られた育成数にもかかわらず、裸の仔馬はこの品種が見られるあらゆる国で生まれた。943 Arslan 、736 Keymir 、2001 Mariula 、1054 Gilkuyruk を含む約 35 のキャリアが確認されたが、複数のロシアやトルクメンのブリーダーが、多くの NFS の仔馬が単なる死産や流産として報告されると認めており、恐らく未知のケースの数は極めて多いと推測される [20] [21] [22] 。

- 遺伝性潜在精巣はアハルテケ種の中で非常に多く見られ、多くのケースはこの疾患の種牡馬が複数世代遡れる場合に存在する。この品種の専門家によれば、有力な基礎種牡馬 2a Boynou は潜在精巣だった。他には 779 Peren 、1248 Orlan 、971 Khalif 、Garayusup に潜在精巣が確認されている [23] 。1069 Kortik は3頭の潜在精巣の息子を生産した。大部分のヨーロッパ、多くの北アメリカの生産者団体とは異なり、ロシアでもトルクメニスタンでも潜在精巣を繁殖から除外しない。潜在精巣は健康と問題気質、例えば精巣癌と悪質なふるまいに関連があるとされている [24] 。影響を受けた馬は、去勢の際に著しく高いコストが掛かる。

- サラブレッドを含む多くの品種で見られる腰麻痺はアハルテケで増加していると考えられている。懸案事項は、頚部脊椎奇形（ CVM ）として知られている形で、これはある程度離断性骨軟骨炎（ OCD ）にも結びつくかもしれない。腰麻痺に遺伝的構成要素は存在するが、特定の形態の首をしたアハルテケの育成などの要因や、若駒の強制的な成長、より大きなサイズ管理も影響している可能性がある [25] 。

- アハルテケは、変性繋靭帯炎 (Wikiversity:en:Degenerative suspensory ligament desmitis) （ DSLD ）の傾向があるいくつかの品種の一つである [26] 。棘突起接触症として知られている症状もある [18] 。